# 斎山稲荷社
斎山稲荷社（いつきやまいなりしゃ）は、愛知県名古屋市緑区大高町の、斎山（いつきやま）と称される小丘陵上にある神社である。

## 概要
祭神として宇迦之御魂神（うかのみたまのかみ）、日本武尊（やまとたけるのみこと）、宮簀媛命（みやすひめのみこと）を祀る。

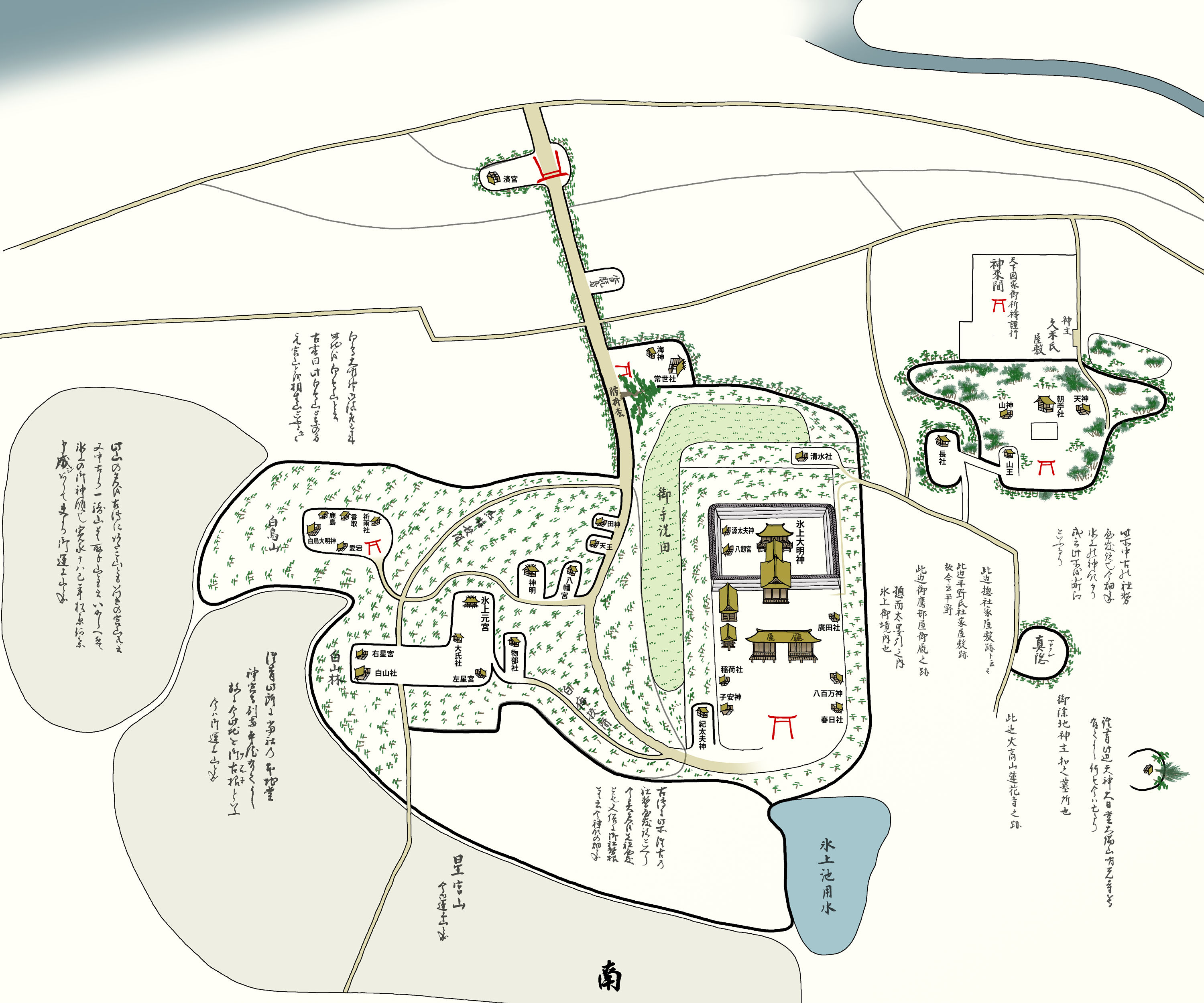
『氷上山之図』再現図（西尾市岩瀬文庫所蔵『氷上山之圖及自熱田至氷上道路名勝粗記之』を元に作成。）左中央付近に斎山が描かれているが、社を示す記載は無い。

近隣の氷上姉子神社（熱田神宮境外摂社、名古屋市緑区大高町字火上山）の縁起である『氷上社本社末社神体本地』（1482年（文明14年））に「愛宕（あたご）」「軻遇突智命（かぐつちのみこと）」、本地仏として「虚空蔵」とあり、中世には氷上姉子神社の境内社として火神を祭っていたようである。『氷上山之図』（18世紀頃）には、往古にはこのあたりを「あたこ山」、「いつきの宮山」と呼んだこと、中古（中世）には「一騎山」、「取手山」とも呼ばれたことが記される。「一騎山」は「いつきやま」の宛字、「取手山」は斎山のすぐ東隣の尾根付近をいうが（大高町字取手山）、これを永禄年間に織田信長によって築かれたとされる氷上砦に比定する意見がある。ただし、氷上宮社務の久米吉長の手になる『家伝之書巻写』は景行天皇1月2日に死去した宮簀媛命が鳳凰の姿となって飛び立ったことが「鳳出山」（とりでやま）の名の由来になったともいう。榊原邦彦は、往古、皇女のうちから任ぜられた伊勢神宮の宮司を「斎宮（いつきのみや）」といい、これになぞらえて宮簀媛命もまた「斎宮」と称されたことから、宮簀媛命を祀る当社も「斎宮」と呼ばれたという。鎮座地の山も「斎宮山」と呼ばれたが、いつしか「宮」が抜けて「斎山」になったとされる。
寛永年間（1624年 - 1645年）に代官松原弥市右衛門の命を受けて氷上姉子神社境内地からはずれ、1641年（寛永18年）に神主であった山口長兵衛垂応（しげまさ）が稲荷社を勧請している。元禄年間（1688年 - 1704年）には社殿が造営されて、大いに崇敬者を集めたという。斎山（さいざん）稲荷、斎善（さいぜん）稲荷とも称される。なお、斎山の麓にも斎善稲荷社があったが別の宗教法人であり、現在はない。

## 斎山貝塚群跡
名古屋市遺跡番号14-155。『知多郡大高町斎山の貝塚群』（1962年（昭和37年））によれば、境内に1号から5号までの小貝塚の分布があり、カキ・ハマグリ・サルボウなどの貝類の他、縄文時代晩期・弥生時代後期の土器、古墳時代から奈良時代にかけての須恵器・土師器、近世の陶磁器片などが出土したという。すべての貝塚が消滅している。

## 斎山古墳
名古屋市遺跡番号14-156。斎山稲荷社は、大府丘陵上の標高約30メートルの突端に築かれた斎山古墳（いつきやまこふん）の上に座すとされる。1997年（平成9年）に行われた測量調査によれば当古墳は高さ3メートル、直径30メートルほどの円墳とみられているが。墳丘の西側で1955年（昭和30年）頃に土取りが行われて畑になったといわれ、露わになった西端崖面には前方部につながる形跡がみられることから、前方後円墳であった可能性も十分にあるという。
発掘調査は行われていないが、墳丘の西側石塚や東側参道で野焼きの円筒埴輪片が採取されている。一方で葺石はみられず、周溝や段築の存在は不明とされる。西端崖面や社殿の築造で破壊された墳丘南側の断面では一部で小礫層が認められ、ボーリング調査でも墳丘内部に礫層が介在していることから、西南西500メートルにあったカブト山古墳（東海市名和町、4世紀後半の円墳、滅失）の礫槨に類似すると考えられ、当古墳もはじめはカブト山古墳に連続する5世紀頃の造営とみられていた。しかし、採取された埴輪を精査するに、窖窯で焼成された無黒斑かつ灰色の仕上がりのものがみられ、低平な突帯（タガ）の特徴を持つことからも、造営は6世紀以降に下ると考えられるようになる。

## 斎山稲荷のクロガネモチ
奥の院の近くに立つクロガネモチの雌木で、1965年（昭和40年）の時点で樹齢310年余りとされ、樹高は約14.5メートル、東西・南北共に13メートル弱の枝張を持ち、根囲は3.10メートルあった。1954年（昭和29年）2月5日に愛知県の天然記念物に指定されたが、1972年（昭和47年）の調査で枯死が確認され、1975年（昭和50年）に天然記念物の指定解除を受けている。

## ギャラリー

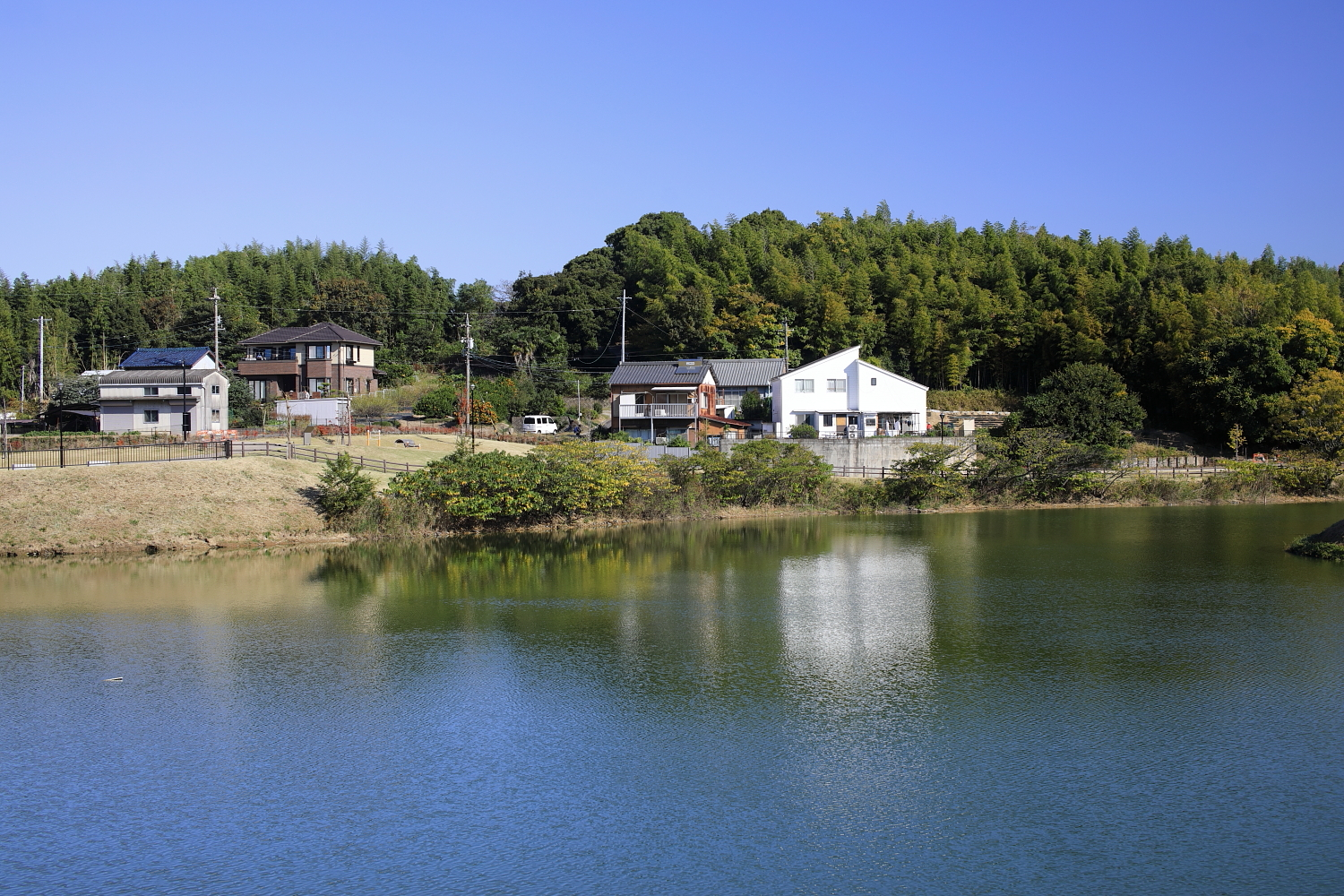
斎山遠景（東海市名和町） （2021年（令和3年）11月）
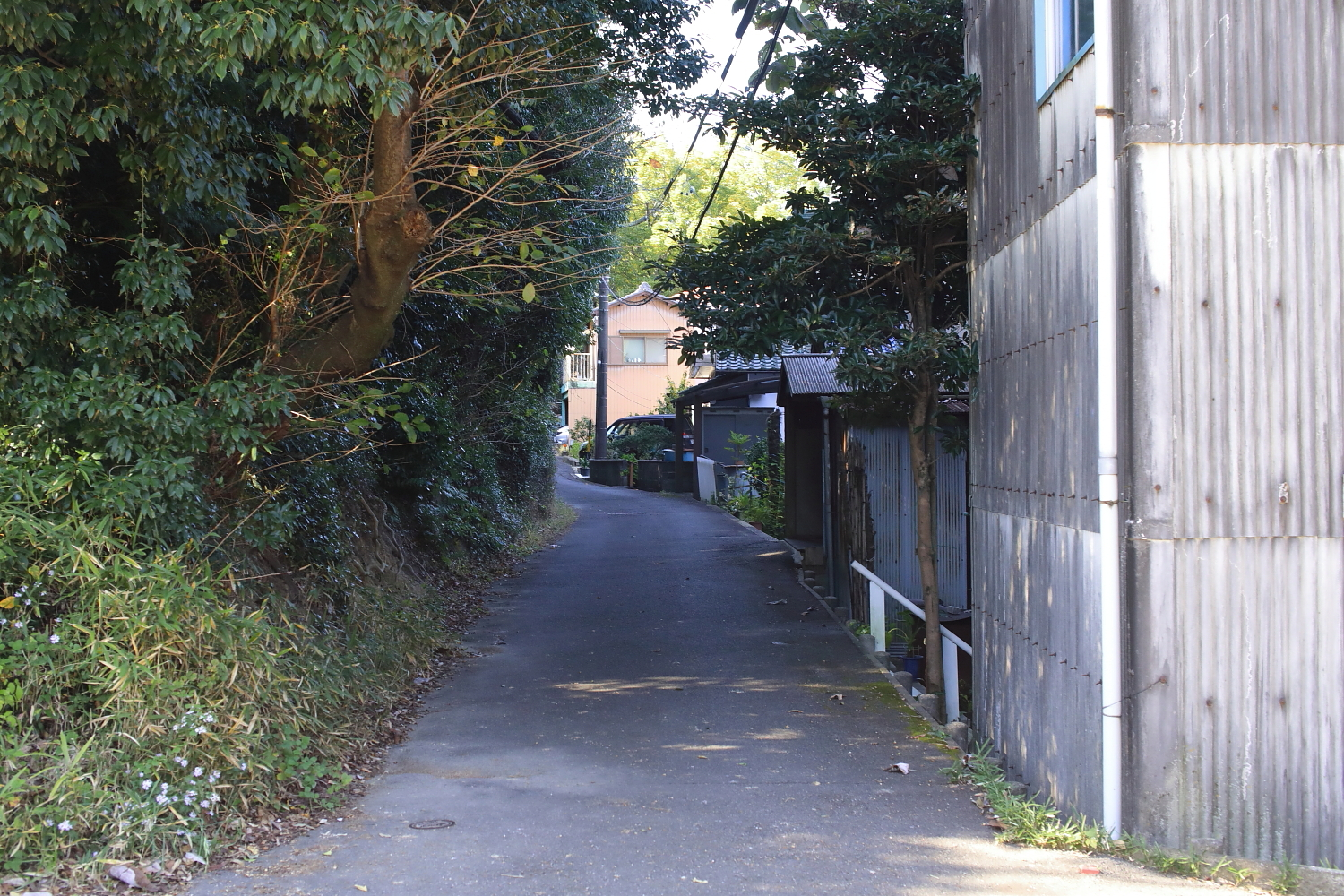
名古屋市道入月山道線。かつての参道であったが今は通じていない。 （2021年（令和3年）11月）
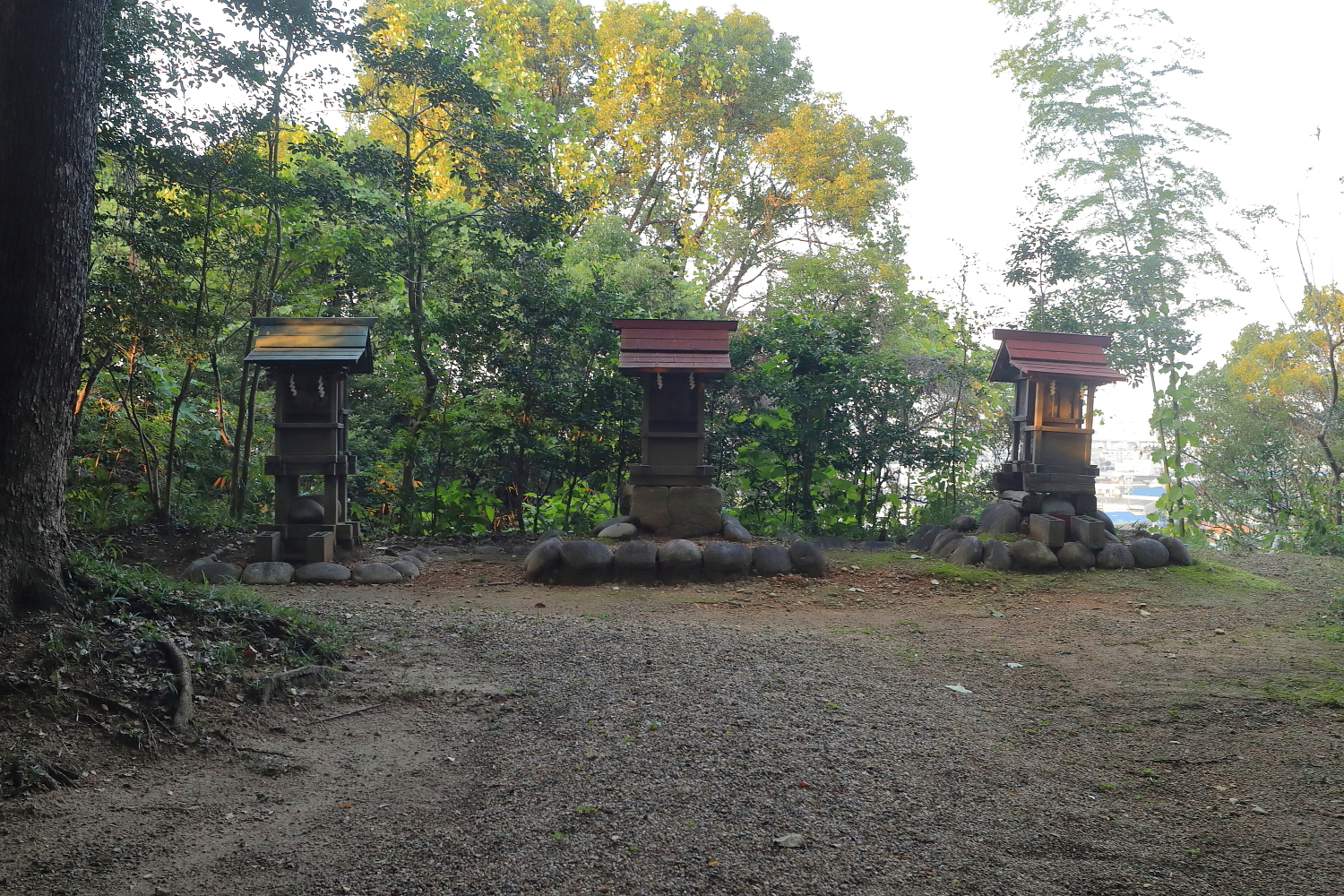
奥の院 （2020年（令和2年）11月）
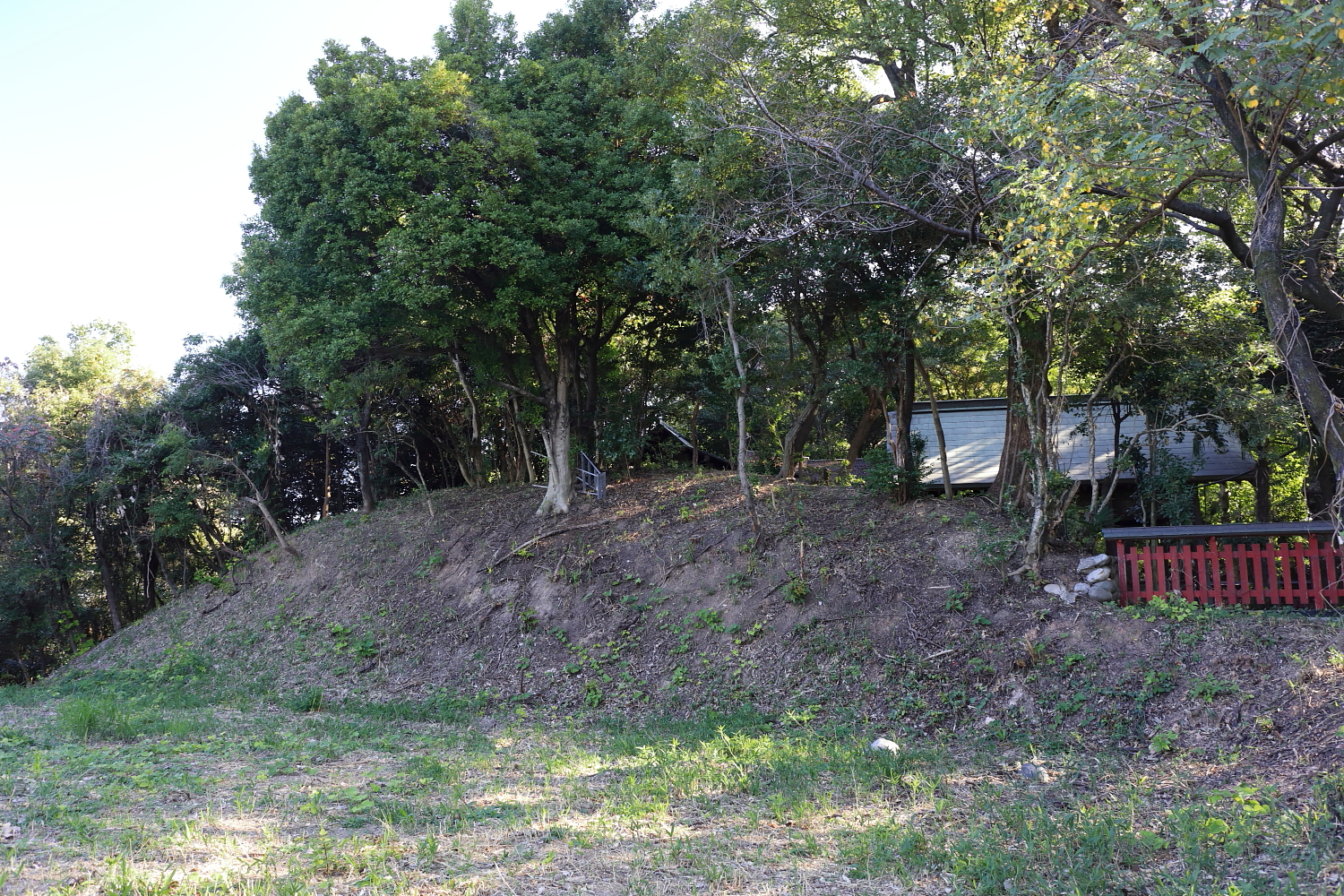
斎山古墳西端崖面 （2021年（令和3年）11月）
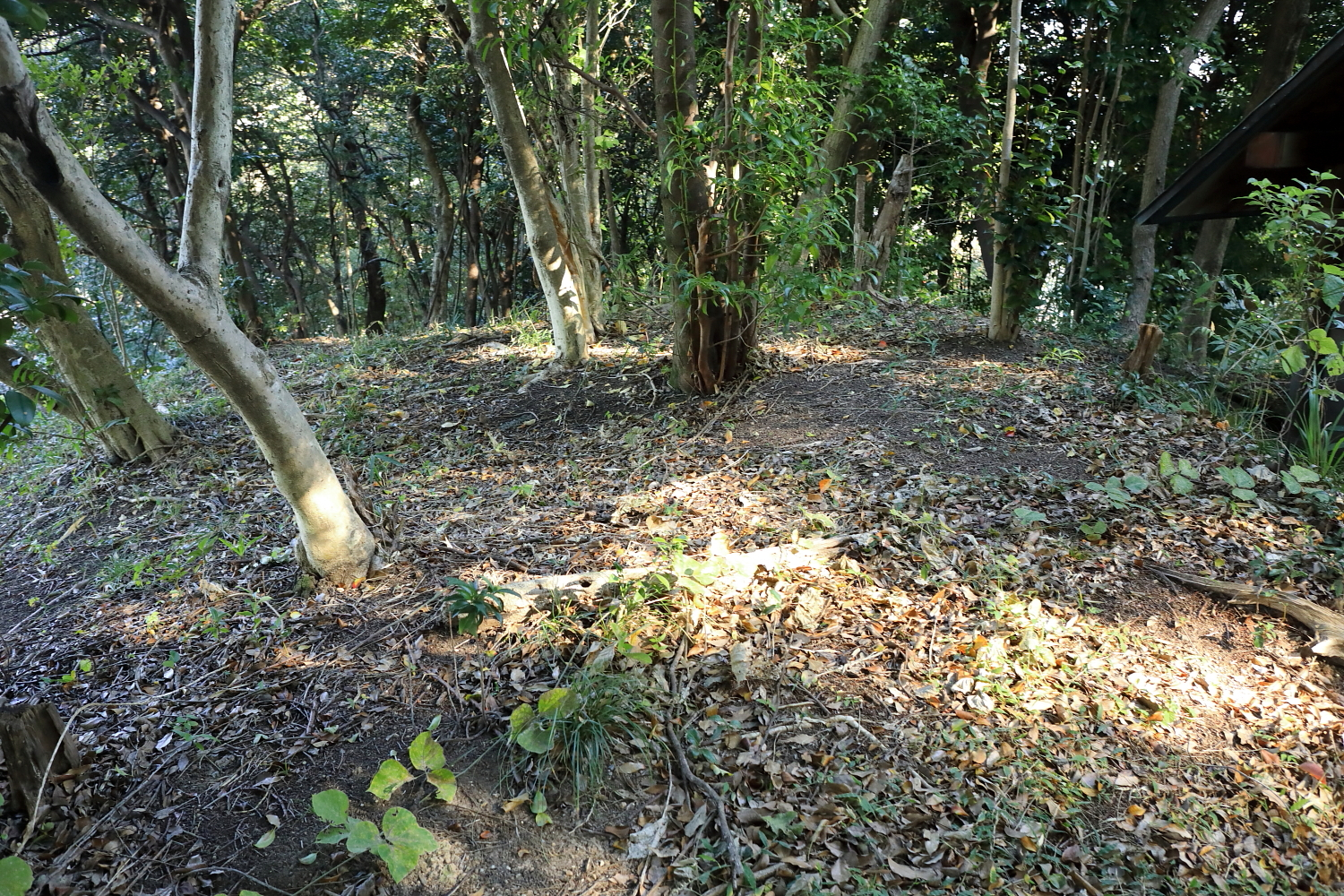
斎山古墳頂部 （2021年（令和3年）11月）

## アクセス
かつての参道は、熱田神宮大高斎田（名古屋市緑区大高町字常世島）の西隣に入口があり（北緯35度3分43.279秒 東経136度55分45.905秒 / 北緯35.06202194度 東経136.92941806度）、火上山の北麓に沿って西進していたが（名古屋市道入月山道線）、2021年（令和3年）現在、当参道は行き止まりなどで使用できなくなっている。一方、1978年（昭和53年）までには斎山南麓の三ツ屋集落（東海市名和町）からの参道が整備されている。

### 公共交通機関
- らんらんバス（東海市循環バス）北ルート系統1「大廻間池」（東海市名和町）バス停留所から徒歩約4分。
- 名古屋鉄道（名鉄）常滑線名和駅（東海市名和町）から徒歩約20分。
- JR東海東海道本線大高駅（名古屋市緑区大高町）から徒歩約40分。